# Chyawanprash
Chyawanprash (auch Chyavanprash, Chyavanaprasha, Chyavanaprash, Chyavanaprasam, Chamanprash oder Chyawanaprash) ist ein indisches Ayurveda-Kräutermus. Man kann es auch als Getränk verwenden und es ist ein Produkt in der Ayurveda-Heilkunde.
Chyawanprash wird aus 25 bis 80 (meist mehr als 40) Zutaten hergestellt. Der Hauptanteil sind, in Butterschmalz (Ghee) und Sesamöl gebratene Indische Stachelbeeren, auch Amla-Früchte genannt, die mit vielen Kräutern, Früchten, Blättern, Blüten in einem langwierigen, natürlichen Prozess zu einer Art Marmelade (ähnlich wie Pflaumenmus) verarbeitet und mit Wasser, Zucker und Honig eingekocht werden.
Längst hat es Indiens Grenzen überwunden und sich am globalen Markt etabliert.
Angeblich stärkt das traditionelle Ayurveda-Heilmittel Chyawanprash das Immunsystem, wirkt als Anti-Aging-Mittel und verbessert die Gesundheit in etlichen weiteren Aspekten [ ].